# Two Girls and a Sailor
Two Girls and a Sailor is een Amerikaanse musicalfilm uit 1944 onder regie van Richard Thorpe. Destijds werd de film in Nederland uitgebracht onder de titel Twee meisjes en een matroos.

## Verhaal
Patsy en Jean Deyo zijn twee zussen die tijdens hun jeugd hun ouders bewonderden om hun succes in de vaudeville. Als ze eenmaal oud genoeg zijn beginnen ze hun eigen dansact. Patsy is de oudere en verantwoordelijkere zus die Jean constant waarschuwt niet zo zorgeloos te leven. Jean wil dolgraag trouwen met een rijke man en ontvangt regelmatig bloemen van een anonieme bewonderaar. Samen met haar zus probeert ze, tijdens optredens in nachtclubs, te ontrafelen wie deze man is. Ze hebben echter geen succes.
Die avond worden ze aangesteld om matrozen en soldaten te vermaken. Ze worden allebei verliefd op dezelfde matroos, Johnny. Net zoals sergeant Frank Miller, voelt Johnny zich aangetrokken tot Jean. Ze vertellen dat ze van een verlaten warenhuis in de buurt hun eigen theater willen maken. Niet veel later krijgen ze een brief van hun geheime bewonderaar, waarin staat dat hij het warenhuis heeft gekocht en zal betalen voor de renovatie. Ze bezoeken hun nieuwe eigen ruimte en komen tot de ontdekking dat voormalig entertainer Billy Kipp daar stiekem woont.
Na de renovatie genieten Patsy en Jean succes met grootse optredens. Deze worden gezien door Johnny en Frank, die nog steeds flirten met de meisjes. Ondertussen hoort Billy dat ene Ben Blue bloemen bestelt en vermoedt dat hij de geheime bewonderaar is. Later blijkt dat hij deze bloemen bestelde voor deze vrouw. Patsy vertelt Johnny in vertrouwen dat het haar niet uitmaakt of haar toekomstige man rijk is, zolang hij maar eerlijk is. Ze raadt hem aan te trouwen met Jean, omdat ze weet dat hij haar gelukkig zal maken.
De volgende dag denkt Billy zeker te zijn dat de bekende miljonair John Brown hun bewonderaar is. Jean kan haar geluk niet op, maar Patsy is boos dat deze man speelt met haar gevoelens en besluit hem te confronteren. Ze brengt hem een bezoek en ontdekt dat hij Johnny is. Ze vertrekt met een gebroken hart, omdat ze weet dat hij zal trouwen met Jean. Johnny biecht op aan zijn vader dat hij werkelijk verliefd is op Patsy, maar Jeans gevoelens niet wil kwetsen. Jean realiseert zich dat Patsy en Johnny bij elkaar horen te zijn en accepteert om die reden een huwelijksaanzoek van Frank. Nadat ze dit aan haar zus heeft verteld, kunnen Patsy en Johnny eindelijk de liefde aan elkaar verklaren.

## Rolverdeling
| Acteur           | Personage                       |
| ---------------- | ------------------------------- |
| June Allyson     | Patsy Deyo                      |
| Gloria DeHaven   | Jean Deyo                       |
| Van Johnson      | John 'Johnny' Dyckman Brown III |
| Tom Drake        | Sergeant Frank Miller           |
| Henry Stephenson | John Dyckman Brown I            |
| Henry O'Neill    | John Dyckman Brown II           |
| Ben Blue         | Ben Blue                        |
| Donald Meek      | Meneer Nizby                    |
| Jimmy Durante    | Billy 'Junior' Kipp             |
| Gracie Allen     | Gracie Allen                    |
| Lena Horne       | Lena Horne                      |
| Virginia O'Brien | Virginia O'Brien                |

## Achtergrond
Aanvankelijk zou de film geregisseerd worden door George Sidney, met Kathryn Grayson in de hoofdrol. De film betekende voor zowel June Allyson als Gloria DeHaven hun eerste filmrollen. Daarnaast was het voor Van Johnson de eerste film waarin zijn naam boven de titel op de poster werd genoemd. DeHaven was, net zoals haar personage, opgegroeid met ouders die werkten in de vaudeville. Aanvankelijk had Allyson de rol van Jean gekregen, maar toen DeHaven werd gekozen, werden de rollen omgedraaid.
Louis B. Mayer wist dat Johnson inmiddels het imago had van de boy next door en wilde van Allyson de girl next door maken door haar regelmatig tegenover hem in te zetten. Allyson vertelde dat ze tijdens de opnames voor het eerst in aanraking kwam met hysterische fans en na een draaidag de studio niet meer durfde te verlaten. De film werd na het uitbrengen, zoals de studio al verwachtte, een enorm succes. Het werd een van de meest succesvolle musicals van dat jaar en bracht een groot bedrag op. Critici schreven dat de film zo vermakelijk is, dat de plot er niet toe doet. Two Girls and a Sailor werd genomineerd voor een Academy Award voor "Beste Oorspronkelijke Scenario"